# Забжанський механічний завод
Забжанський механічний завод (пол. Zabrzańskie Zakłady Mechaniczne S.A.) — підприємство гірничого машинобудування в Польщі. Пропонує гірничі очисні комбайни з гідравлічною системою подачі і електроприводом, робочі елементи для очисних комбайнів, кулаки різців для виконавчих органів, фільтри для зрошувальних систем, сталеві конструкції за наданою документацією.